# Гробница Тяньшуя
Гробница Тяньшуя (кит. 天水粟特墓), а также гробница Шимапинга (кит. 石马坪粟特墓) представляет собой погребальный памятник династии Суй (581-618 гг. н. э.) анонимного согдийского дворянина и чиновника в северном Китае. Гробница была обнаружена в северном городе Тяньшуй в 1982 году. Сейчас она находится в коллекции городского музея Тяньшуя (кит. 天水市博物馆). Это один из основных известных примеров согдийских гробниц в Китае.
Каменное ложе, подобное другим согдийским гробницам в Китае и современным китайским гробницам, состоит из пьедестала с каменными плитами вокруг ложа, украшенного рельефами, изображающими жизнь умершего и сцены загробной жизни, в частности охоту, питье и пиршество.
В гробнице также были золотая шпилька и бронзовое зеркало, что позволяет предположить, что останки владельца и его жены были захоронены на кушетке.

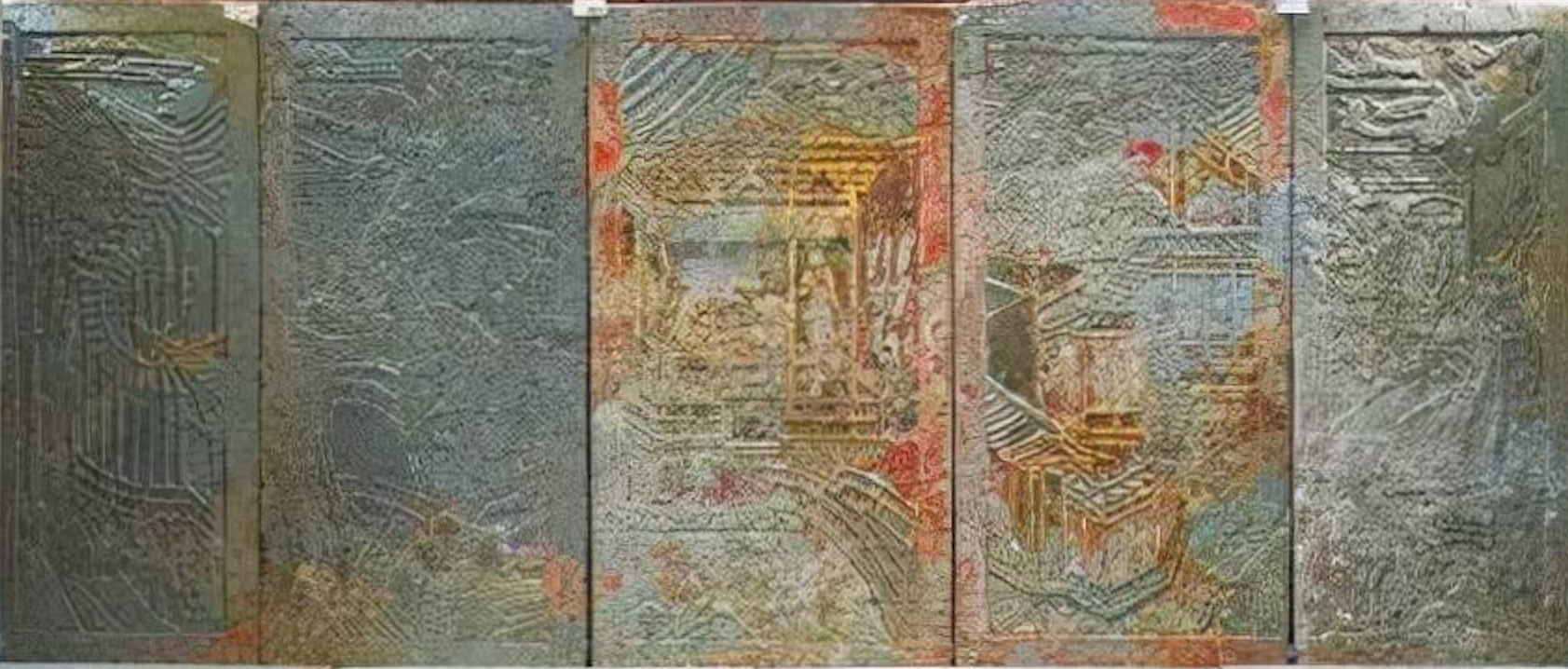
Гробница Тяньшуя, задние панели. Городской музей Тяньшуя.